# (2946) Muchachos
(2946) Muchachos ist ein Asteroid des Hauptgürtels, der am 15. Oktober 1941 von der finnischen Astronomin Liisi Oterma in Turku entdeckt wurde.
Der Name des Asteroiden ist von dem Ort Roque de los Muchachos auf den Kanarischen Inseln abgeleitet. Dort befinden sich mehrere Sternwarten.